# Pachecos
Pachecos es un grupo de Hip-hop de Barcelona formado por los productores Danny Brasco (Daniel García), DJ Caesar (César Méndez) y 
Profesor Angel Dust (Ángel López).

## Biografía
Pachecos es la unión de tres productores y Djs que comparten la misma pasión por el Hip-hop y la marihuana. Formados en Barcelona en el año 2000 tras trabajar durante dos años en el primer álbum y la gira de Profesor Angel Dust & The Ph Force. A raíz de un encuentro en diciembre de 1999 con The High & Mighty en las oficinas del sello Rawkus en Nueva York, Pachecos entraron en contacto con Skillz que se convirtió en el primer MC en registrar una canción, de título "Raw Shit!", con el trío de productores. Después grabaron con The Pharcyde, Apani, Freestyle (The Arsonists), Lord Tariq, Krumb Snatcha, Stole, A-Sun (de Perverted Monks) y gente española como Payo Malo, Elements, Fill Black, Dilema & Black Bambino y Juan Profundo.
"Beat Hustlers" fue el primer trabajo del grupo en el año 2002. Fue editado por R.I.C.O. Entertainment, el sello independiente que dirigen ellos mismos. Distribuido en algunos países de Europa, el disco cosechó grandes críticas en la prensa especializada internacional y varias canciones contenidas en este primer disco aparecieron en más de media docena de discos recopilatorios y mixtapes de países como USA, UK, Francia y España. 
Tras el primer disco, produjeron El debut del Dominicano Dilema y  Del Afro-Español Kunta-K, ambos MCs de Barcelona, y colaboraron indistintamente en álbumes de artistas como Mucho Muchacho, Chirie Vegas, Flavio Rodríguez o Dlux entre otros. A la vez, Angel Dust completaba un nuevo disco en solitario titulado "Pachuco Watusi" que vio la luz en 2005.
A finales del 2005 comenzaron los contactos para llevar a cabo una vez más un nuevo trabajo, que finalmente llevaría el título de "Fear Of A Green Planet". La portada rinde homenaje al clásico álbum de Public Enemy "Fear Of A Black Planet". El álbum cuenta con muchas colaboraciones internacionales de alto nivel como Kool Keith, Jacky Jasper, Frank N Dank, Lil' Dap (de Group Home), Lady Luck, Lil' Roc, Thrillz (de Flipsiderz), Apani, Nick Hawkins y los españoles Chirie Vegas, Kunta-K y Flavio Rodríguez. Fue también publicado por R.I.C.O. Entertainment a finales de 2007.

## Discografía
- "Beat hustlers" (R.I.C.O. Entertainment, 2002)
- "Fear of a green planet" (R.I.C.O. Entertainment, 2007)

## Colaboraciones
- Payo Malo - "Con tierra en los bolsillos" (2001)
- Mucho Muchacho - "Chulería" (2003)
- Dilema - "Raíces" (2005)
- Kunta-K - "Blackstyle" (2005)
- Flavio Rodríguez - "Flaviolous" (2006)
- Chirie Vegas - "Millésime" (2006)
- Dlux - "Encadenadas" (2007)
- Trece14 - "Trece14ando!!!" (2008)
- Jerry B - "Ghetto V.I.P." (2009)